# GARAKUTA
『GARAKUTA-ガラクタ』は、米原秀幸による日本の漫画。『週刊少年チャンピオン』（秋田書店）にて、1990年26号から30号にかけて全5話で集中連載された、米原秀幸にとって初の週刊誌での連載となった作品。1話ごとの個別タイトルは無く、「GARAKUTA Vol.○○（数字）」となっている。
連載終了後、長らくコミックス化されなかった作品だったが、10年以上時を経て『米原秀幸傑作短編集 GARAKUTA』として2002年に発売（収録）された。

## ストーリー
怪我によって走ることを辞めてしまった高校生・佳也。中学時代には短距離記録保持者だったが、夢と現実は差を広げてゆく日々。そんなある日、再び輝くことを胸に走ることを決意する。「ガラクタじゃない。人はもっと輝くことができる。」

## 主な登場人物
安藤 佳也（あんどう よしや）
ケンカによる怪我で走る脚を失い、輝きも失ってしまう。自分は「ガラクタ」だと思い始めたとき、マスターの言葉にもう一度輝くことを心に決める。
奥村 弘規（おくむら ひろき）
記録保持者の佳也をライバル視し、佳也に勝負を申し込む同級生。インターハイに出場する実力の持ち主。
水根 真弓（みずね まゆみ）
中学時代の佳也のマネージャー。ひょんなことで佳也と再会する。
マスター
喫茶店『スクラップ』の店長。ガラクタ（骨董品）集めが趣味の強面。店に飾ってあるガラクタは彼曰く「たくさん輝いた“イカシタガラクタ”」。

## 書誌情報
- 少年チャンピオン・コミックス

『米原秀幸傑作短編集 GARAKUTA』収録
2002年12月26日発売 ISBN 4-253-20129-6